# Rafaela Ottiano
Rafaela Ottiano (4 de marzo de 1888; 18 de agosto de 1942) fue una actriz norteamericana de origen italiano que trabajó tanto en teatro como en películas.
Nacida en Venecia, Italia, emigró con sus padres a los Estados Unidos. Se registró su acceso a ese país en Ellis Island en 1910.
Rafaela Ottiano fue actriz de teatro en Europa antes de su llegada a Hollywood en 1924 y comenzar sus apariciones en las películas norteamericanas. La primera película en la que intervino en 1924 fue un drama dirigido por John L. McCutcheon titulado La ley y la dama (The Law and the Lady), en el cual compartía con el siguiente reparto Len Leo, Alice Lake y Tyrone Power, Sr.
Ottiano fue parte del reparto original de Broadway en 1928 de éxito de Mae West Diamond Lil y repitió su papel como Rita en 1933 cuando la obra fue hecha película con el título Nacida para pecar (She Done Him Wrong) y dirigida por Lowell Sherman. Durante toda la década de 1930, Rafaela Ottiano se especializó en papeles de mujeres siniestras y malévolas, como en la película de terror de 1936 dirigida por Tod Browning Muñecos infernales (The Devil-Doll), junto con Lionel Barrymore y Maureen O'Sullivan.
Otros papeles interpretados por Ottiano incluyen el de Lena en el drama de 1932 Como tú me deseas (As You Desire Me) junto con Greta Garbo, Melvyn Douglas, Erich von Stroheim, Owen Moore y Hedda Hopper; el de "Mrs. Higgins" en la comedia musical de 1935 protagonizada por Shirley Temple y titulada Curly Top, y el de un ama de llaves en el drama de 1936 Flor de arrabal (Riffraff), protagonizada por Jean Harlow y Spencer Tracy. Quizá su papel más reconocido sea el de "Suzette", la devota doncella de Greta Garbo en el drama digido en 1932 por Edmund Goulding titulada Grand Hotel. Cuando Grand Hotel fue convertida en 1989 en un musical de Broadway, el personaje que había interpretado pasó a llamarse Rafaela Ottiano en honor a la actriz.
El último papel que interpretó fue en la comedia musical de 1942 Me casé con un ángel (I Married an Angel), protagonizada por Nelson Eddy y Jeanette MacDonald. Durante su carrera como actriz cinematográfica, pudo aparecer aproximadamente en 45 películas, junto con actores como Barbara Stanwyck, Conrad Nagel, Peter Lorre, Zasu Pitts y Katharine Hepburn.
Rafaela Ottiano vivió en el área de Times Square, en Nueva York durante la época de la prohibición de alcohol en los Estados Unidos y nunca se casó. Falleció en 1942 en East Boston, Massachusetts de un cáncer intestinal a la edad de 54 años.